# Моје новине
Моје Новине су медијски сајт који је почео са радом у априлу 2012. године, и престао са радом средином 2013. године. Сајт је био у формату дневних новина, за који је карактеристично било то да је чланке моgao да пише сваки регистровани корисник сајта. Регистровани корисници сајта су тако постајали слободни новинари, и могли су да пишу чланке на теме по сопственом избору. Исправно тумачење наслова Моје Новине би било „новине које припадају свима“.

## Уређивачка политика
У складу са концепцијом сајта, као медија у којем је свакоме дозвољено да изрази мишљење, не постоји уређивачка политика као таква. Сви написани чланци неминовно бивају објављени, осим у случајевима када би објављивање материјала било у супротности са законом, или ако је написани чланак очигледно небулозан. Неретко се догађа да су објављени чланци написани од стране аутора који припадају супротстављеним морално-политичким таборима. Траг неке уређивачке политике се може наћи једино у избору чланака који ће бити приказани на насловној страни, а тај избор врши главни уредник. Свеједно, на насловној страни се може појавити линк ка било којем чланку, путем секција „најновије“ и „најчитаније“.

## Дизајн
Дизајн сајта Моје Новине је минималистички, у циљу прегледности информација.

## Гашење сајта
Сајт је угашен средином 2013. године одлуком главног уредника. У последњим месецима рада, популаристички и квази научни текстови су однели потпуну превагу над квалитетним чланцима.